# Reprezentacja Egiptu w piłce nożnej kobiet
Reprezentacja Egiptu w piłce nożnej kobiet – kobieca piłkarska reprezentacja Egiptu. Największym sukcesem reprezentacji jest udział w Pucharze Narodów Afryki w 1998 i 2016 roku.

## Udział w turniejach międzynarodowych

### Mistrzostwa Świata
Egipskiej drużynie nigdy nie udało się zakwalifikować do finałów MŚ.
| Rok   | Runda                  | M                      | W                      | R                      | P                      | GZ                     | GS                     |
| ----- | ---------------------- | ---------------------- | ---------------------- | ---------------------- | ---------------------- | ---------------------- | ---------------------- |
| 1991  | Nie uczestniczył       | Nie uczestniczył       | Nie uczestniczył       | Nie uczestniczył       | Nie uczestniczył       | Nie uczestniczył       | Nie uczestniczył       |
| 1995  | Nie uczestniczył       | Nie uczestniczył       | Nie uczestniczył       | Nie uczestniczył       | Nie uczestniczył       | Nie uczestniczył       | Nie uczestniczył       |
| 1999  | Nie zakwalifikował się | Nie zakwalifikował się | Nie zakwalifikował się | Nie zakwalifikował się | Nie zakwalifikował się | Nie zakwalifikował się | Nie zakwalifikował się |
| 2003  | Nie uczestniczył       | Nie uczestniczył       | Nie uczestniczył       | Nie uczestniczył       | Nie uczestniczył       | Nie uczestniczył       | Nie uczestniczył       |
| 2007  | Nie zakwalifikował się | Nie zakwalifikował się | Nie zakwalifikował się | Nie zakwalifikował się | Nie zakwalifikował się | Nie zakwalifikował się | Nie zakwalifikował się |
| 2011  | Nie uczestniczył       | Nie uczestniczył       | Nie uczestniczył       | Nie uczestniczył       | Nie uczestniczył       | Nie uczestniczył       | Nie uczestniczył       |
| 2015  | Nie zakwalifikował się | Nie zakwalifikował się | Nie zakwalifikował się | Nie zakwalifikował się | Nie zakwalifikował się | Nie zakwalifikował się | Nie zakwalifikował się |
| 2019  | Nie zakwalifikował się | Nie zakwalifikował się | Nie zakwalifikował się | Nie zakwalifikował się | Nie zakwalifikował się | Nie zakwalifikował się | Nie zakwalifikował się |
| 2023  | Nie zakwalifikował się | Nie zakwalifikował się | Nie zakwalifikował się | Nie zakwalifikował się | Nie zakwalifikował się | Nie zakwalifikował się | Nie zakwalifikował się |
| Razem | 0/9                    | 0                      | 0                      | 0                      | 0                      | 0                      | 0                      |

### Igrzyska Olimpijskie
Egipskiej drużynie nigdy nie udało się zakwalifikować do Igrzysk Olimpijskich.
| Rok   | Runda                  | M                      | W                      | R                      | P                      | GZ                     | GS                     |
| ----- | ---------------------- | ---------------------- | ---------------------- | ---------------------- | ---------------------- | ---------------------- | ---------------------- |
| 1996  | Nie uczestniczył       | Nie uczestniczył       | Nie uczestniczył       | Nie uczestniczył       | Nie uczestniczył       | Nie uczestniczył       | Nie uczestniczył       |
| 2000  | Nie uczestniczył       | Nie uczestniczył       | Nie uczestniczył       | Nie uczestniczył       | Nie uczestniczył       | Nie uczestniczył       | Nie uczestniczył       |
| 2004  | Nie uczestniczył       | Nie uczestniczył       | Nie uczestniczył       | Nie uczestniczył       | Nie uczestniczył       | Nie uczestniczył       | Nie uczestniczył       |
| 2008  | Nie uczestniczył       | Nie uczestniczył       | Nie uczestniczył       | Nie uczestniczył       | Nie uczestniczył       | Nie uczestniczył       | Nie uczestniczył       |
| 2012  | Nie uczestniczył       | Nie uczestniczył       | Nie uczestniczył       | Nie uczestniczył       | Nie uczestniczył       | Nie uczestniczył       | Nie uczestniczył       |
| 2016  | Nie uczestniczył       | Nie uczestniczył       | Nie uczestniczył       | Nie uczestniczył       | Nie uczestniczył       | Nie uczestniczył       | Nie uczestniczył       |
| 2020  | Nie uczestniczył       | Nie uczestniczył       | Nie uczestniczył       | Nie uczestniczył       | Nie uczestniczył       | Nie uczestniczył       | Nie uczestniczył       |
| 2024  | Nie zakwalifikował się | Nie zakwalifikował się | Nie zakwalifikował się | Nie zakwalifikował się | Nie zakwalifikował się | Nie zakwalifikował się | Nie zakwalifikował się |
| 2028  | Do ustalenia           | Do ustalenia           | Do ustalenia           | Do ustalenia           | Do ustalenia           | Do ustalenia           | Do ustalenia           |
| 2032  | Do ustalenia           | Do ustalenia           | Do ustalenia           | Do ustalenia           | Do ustalenia           | Do ustalenia           | Do ustalenia           |
| Razem | 0/8                    | 0                      | 0                      | 0                      | 0                      | 0                      | 0                      |

### Puchar Narodów Afryki
Egipskiej drużynie 2 razy udało się zakwalifikować do finałów Pucharu Narodów Afryki.
| Rok   | Runda                  | M                      | W                      | R                      | P                      | GZ                     | GS                     |
| ----- | ---------------------- | ---------------------- | ---------------------- | ---------------------- | ---------------------- | ---------------------- | ---------------------- |
| 1991  | Nie uczestniczył       | Nie uczestniczył       | Nie uczestniczył       | Nie uczestniczył       | Nie uczestniczył       | Nie uczestniczył       | Nie uczestniczył       |
| 1995  | Nie uczestniczył       | Nie uczestniczył       | Nie uczestniczył       | Nie uczestniczył       | Nie uczestniczył       | Nie uczestniczył       | Nie uczestniczył       |
| 1998  | Faza grupowa           | 3                      | 0                      | 0                      | 3                      | 2                      | 14                     |
| 2000  | Nie zakwalifikował się | Nie zakwalifikował się | Nie zakwalifikował się | Nie zakwalifikował się | Nie zakwalifikował się | Nie zakwalifikował się | Nie zakwalifikował się |
| 2002  | Nie uczestniczył       | Nie uczestniczył       | Nie uczestniczył       | Nie uczestniczył       | Nie uczestniczył       | Nie uczestniczył       | Nie uczestniczył       |
| 2004  | Nie uczestniczył       | Nie uczestniczył       | Nie uczestniczył       | Nie uczestniczył       | Nie uczestniczył       | Nie uczestniczył       | Nie uczestniczył       |
| 2006  | Nie zakwalifikował się | Nie zakwalifikował się | Nie zakwalifikował się | Nie zakwalifikował się | Nie zakwalifikował się | Nie zakwalifikował się | Nie zakwalifikował się |
| 2008  | Nie uczestniczył       | Nie uczestniczył       | Nie uczestniczył       | Nie uczestniczył       | Nie uczestniczył       | Nie uczestniczył       | Nie uczestniczył       |
| 2010  | Nie uczestniczył       | Nie uczestniczył       | Nie uczestniczył       | Nie uczestniczył       | Nie uczestniczył       | Nie uczestniczył       | Nie uczestniczył       |
| 2012  | Nie zakwalifikował się | Nie zakwalifikował się | Nie zakwalifikował się | Nie zakwalifikował się | Nie zakwalifikował się | Nie zakwalifikował się | Nie zakwalifikował się |
| 2014  | Nie zakwalifikował się | Nie zakwalifikował się | Nie zakwalifikował się | Nie zakwalifikował się | Nie zakwalifikował się | Nie zakwalifikował się | Nie zakwalifikował się |
| 2016  | Faza grupowa           | 3                      | 1                      | 0                      | 2                      | 1                      | 7                      |
| 2018  | Nie uczestniczył       | Nie uczestniczył       | Nie uczestniczył       | Nie uczestniczył       | Nie uczestniczył       | Nie uczestniczył       | Nie uczestniczył       |
| 2022  | Nie zakwalifikował się | Nie zakwalifikował się | Nie zakwalifikował się | Nie zakwalifikował się | Nie zakwalifikował się | Nie zakwalifikował się | Nie zakwalifikował się |
| 2024  | Nie zakwalifikował się | Nie zakwalifikował się | Nie zakwalifikował się | Nie zakwalifikował się | Nie zakwalifikował się | Nie zakwalifikował się | Nie zakwalifikował się |
| Razem | 2/15                   | 6                      | 1                      | 0                      | 5                      | 3                      | 21                     |

## Skład
Aktualny skład dostępny jest na stronie internetowej soccerdonna.de